# Christian Verhaeghe
Pour les articles homonymes, voir Verhaeghe.
Christian Verhaeghe, né le 21 juillet 1966, est un dessinateur de bande dessinée belge néerlandophone.

## Biographie
Christian Verhaeghe naît le 21 juillet 1966. Il étudie la mécanique et fait ses débuts en bande dessinée en publiant un court récit de six pages dans le magazine Jet des éditions du Lombard en 1993,. Puis, il collabore avec le scénariste, coloriste et éditeur Ronny Matton sur les bandes dessinées historiques De Bezette Stad, De Leeuw van Vlaanderen et Ambre Blanc, série qui s'échelonne en 3 tomes Automne (1994), Hiver (1995), Printemps (1998) chez l'éditeur Talent. Ensuite, il travaille pour Soleil Productions, en commençant par reprendre le graphisme de la série Les Traîne-ténèbres au quatrième tome La Forêt hurlante en succédant à Peter Nielsen en 2002 dont le scénariste de cette série est Brice Tarvel, avec qui il crée la série Les Contes de Mortepierre en 2004 chez le même éditeur. Il réalise son rêve de jeunesse en intégrant le Studio Vandersteen en 2013 et contribue à la série Bob et Bobette depuis l'album Le Fantôme tourmenté en encrant puis en réalisant les décors.

## Œuvre

### Bandes dessinées
- Ambre blanc
- 1. Automne, Éditions Talent, 1994
Scénario et couleurs : Ronny Matton - Dessin : Christian Verhaeghe -  (ISBN 90-528-9062-5)
- 2. Hiver, Éditions Talent, 1995
Scénario et couleurs : Ronny Matton - Dessin : Christian Verhaeghe -  (ISBN 90-528-9061-7)
- 3. Printemps, Éditions Talent, 1998
Scénario et couleurs : Ronny Matton - Dessin : Christian Verhaeghe -  (ISBN 90-528-9071-4)
  - Le quatrième volet Zomer[7] [« Été »] n'étant pas traduit en français.

- Les Contes de Mortepierre
- 1. Florie[8],[9], Soleil Productions, Toulon, novembre 2004
Scénario : Brice Tarvel - Dessin : Christian Verhaeghe - Couleurs : Yves Lencot -  (ISBN 2-84565-948-2)
- 2. La Nuit des chauves-souris[10], Soleil Productions, Toulon, juillet 2006
Scénario : Brice Tarvel - Dessin : Christian Verhaeghe - Couleurs : Yves Lencot -  (ISBN 2-84946-491-0)

- Les Traîne-ténèbres
- 4. La Forêt hurlante[11], Soleil Productions, Toulon, novembre 2002
Scénario : Brice Tarvel - Dessin : Christian Verhaeghe - Couleurs : Sandra Knopff -  (ISBN 2-84565-222-4)

## Prix et récompenses
- 1993 :  prix de la meilleure bande dessinée flamande par la Chambre belge des experts en bande dessinée[12] pour Bezette stad avec Ronny Matton ;
- 2019 :  prix Thema, Festival de Knokke-Heist[13].

#### Livres
: document utilisé comme source pour la rédaction de cet article.
- Philippe Mellot, Michel Denni, Laurent Turpin et Isabelle Morzadec, Trésors de la bande dessinée : BDM 2021-2022 - Catalogue encyclopédique et Argus, Paris, Les Arènes, novembre 2020, 22e éd., 1700 p., ill. ; 23 cm (ISBN 9791037502582, OCLC 1240308146, présentation en ligne), p. 50, 768. .

#### Périodiques
- « Christian Verhaeghe », Jet, Bruxelles, Le Lombard, no 5,‎ mai 1990, p. 12 (ISBN 2-8036-0817-0, ISSN 1146-2728).

#### Articles
- (nl) « Christian inkt decors Suske en Wiske », Het Laatste Nieuws,‎ 17 juillet 2015 (lire en ligne, consulté le 9 décembre 2022).